# Caldithrix
Caldithrix es un género de bacterias marinas gramnegativas que se clasifican en el filo Calditrichota. Estos organismos, con forma de barra larga (bacilo) y adaptados a la salinidad marina, son anaerobios y moderadamente termófilos (óptimo 60 °C) y neutrófilos. Su modo de nutrición es quimioorganoheterótrofo, con la capacidad de fermentar sustratos de proteínas y de respiración anaerobia con hidrógeno molecular o acetato como donante de electrones y nitrato como aceptor de electrones, siendo el amoníaco el único producto de la desnitrificación.
Se conocen dos especies: 
- C. abyssi, encontrado en una fumarola oceánica en la dorsal Mesoatlántica.[1]

- C. palaeochoryensis, encontrado en sedimentos geotérmicos marinos en Grecia y que puede presentarse como bacilos aislados o formar grandes agregados.[2]

El filo Calditrichota forma parte del grupo FCB junto a varios filos de bacterias relacionadas.